# Edmund Monsiel
Edmund Monsiel (ur. 12 listopada 1897 w Wożuczynie, zm. 8 kwietnia 1962 w Tomaszowie Lubelskim) – polski artysta samouk, autor kilkuset rysunków i szkiców opatrzonych inskrypcjami o treści religijno-posłanniczej, tworzonych w trakcie trwania choroby psychicznej.

## Życiorys

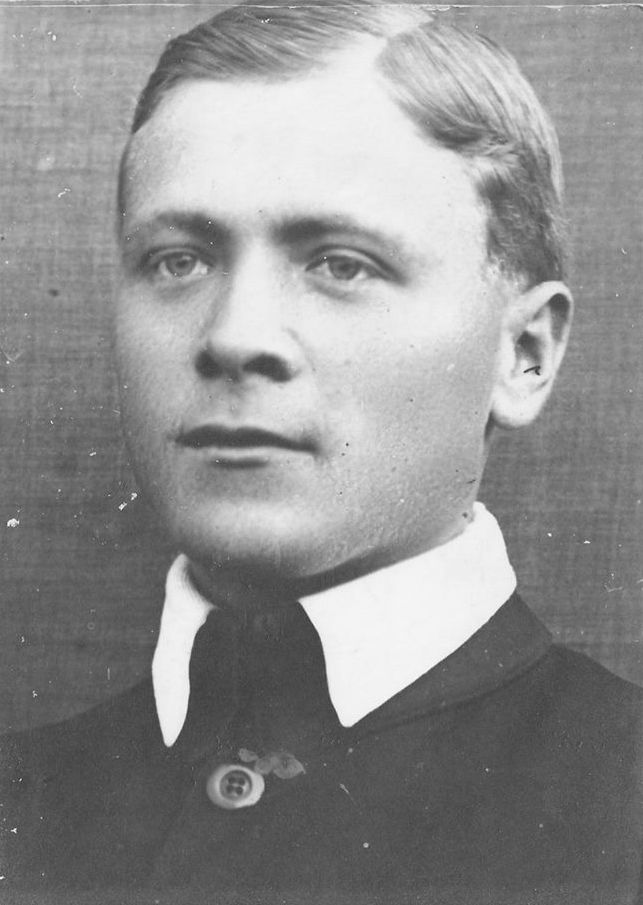
Edmund Monsiel w młodości

Był synem Mikołaja i Karoliny z Dutkowskich, miał pięcioro starszego rodzeństwa. Ukończył szkołę podstawową i gimnazjum, dalszą naukę przerwał. W latach 20. XX wieku jego rodzina przeprowadziła się do Łaszczowa, gdzie wraz z matką prowadził sklep. Z natury był skryty, chłodny wobec otoczenia, nie przejawiał szczególnych zainteresowań, zwłaszcza w zakresie plastycznym. W 1942 roku, po zabiciu przez Niemców jego szwagra wraz z córką, nastąpiła zmiana w jego zachowaniu, unikał ludzi i ukrywał się do końca wojny. Był bardzo religijny. Po wojnie pracował w cukrowni. Izolację od świata przełamał w latach 50. XX wieku. Zmarł w 1962 roku w wyniku komplikacji pogrypowych.
Po jego śmierci odkryto 566 prac plastycznych jego autorstwa, tworzonych w tajemnicy, prawdopodobnie od roku 1943 do śmierci. Wcześniej nie rysował ani nie interesował się sztuką. Na podstawie analizy jego twórczości, pośmiertnie zdiagnozowano u niego schizofrenię lub uporczywe zaburzenia urojeniowe. Jest rzadkim przypadkiem wyzwolenia przez schizofrenię talentu i inspiracji artystycznej.